# المجلس العلمي الفقهي (سوريا)
هو مرجعية فكر علماء بلاد الشام بدلاً من الدول الأخرى كما أنه يضم علماء من كافة المذاهب الإسلامية، ويدعو إلى نبذ التعصب والطائفية. وهو حل محل منصب مفتي الجمهورية وهو تابع لوزارة الاوقاف بمرسوم تشريعي 15-11-2021

## مكونات المجلس العلمي الفقهي
يتكون المجلس من:
- وزير الأوقاف رئيساً
- معاونا الوزير عضوين
- رئيس اتحاد علماء بلاد الشام عضوا ً
- القاضي الشرعي الأول بدمشق عضوا ً
- ثلاثون عالما ً من كبار العلماء في سوريا ممثلين عن المذاهب كافة أعضاءً
- ممثل عن الأئمة الشباب عضوا ً
- خمس من عالمات القرآن الكريم أعضاءً
- ممثل عن جامعة بلاد الشام للعلوم الشرعية عضوا ً
- مُمثِّلان اثنان عن كليَّات الشريعة في الجامعات الحكومية عضوين.
يُضاف إلى عضوية المجلس ممثلون عن الطوائف المسيحية كافة، تتم تسميتهم من قبل مرجعياتهم عند مناقشة المسائل المشتركة بين الأديان

## اعمال المجلس العلمي الفقهي
1-إعداد البحوث العلمية الفقهية، ومناقشة الاجتهادات التي تتعلق بالقضايا الدينية المعاصرة وتسهم في تحقيق التكامل بين المذاهب الفقهية، بحسبان أنَّ ما يتوصل إليه المجلس يُعدُّ مرجِعاً فقهيَّاً جامِعاً.
2-تحديد المراجع والمؤلفات والتيارات والتوجهات التي تحمل الأفكار التكفيرية والمتطرفة والمنحرفة، وكذلك التي تتبنى العنف وسيلةً لتحقيق أهدافها.
3-اعتماد المراجع والكتب الفقهية والموضوعات التي يمتحن فيها المرشحون للتكليف بالعمل الديني.
4-متابعة ما يصدر من فتاوى وأحكام شرعية ومدى تأثيرها على حياة الناس، بحيث تكون محافظة على ثوابت الدين، ومحترمة للعقل، ومنسجمة مع الواقع.
5-ترجيح بعض الأحكام الاجتهادية على بعضها الآخر، بما يُلائم العصر ويحقق مصالح الناس، وذلك ضمن شروط وضوابط الترجيح.
6-تكريس علاقة المودة وتعميق جذور المواطنة بين السوريين، ومحاربة ظواهر التفرقة تحت شعار الدين.
7- تحديد مواعيد بدايات ونهايات الأشهر القمرية والتماس الأهلة وإثباتها وإعلان ما يترتب على ذلك من أحكام فقهية متصلة بالعبادات والشعائر الدينية الإسلامية.
8- إصدار الفتاوى المسندة بالأدلة الفقهية الإسلامية المعتمدة على الفقه الإسلامي بمذاهبه كافة، ووضع الأسس والمعايير والآليات اللازمة لتنظيمها وضبطها.